# Philippe Omnès
Philippe Louis René Marcel Omnès (Párizs, 1960. augusztus 6. –) olimpiai és világbajnok francia tőrvívó.